# Papisme
Papisme er en nedsættende protestantisk betegnelse for katolicisme, og ukritiske tilhængere af pavestyret eller pavesystemet betegnes i henhold hertil som papist.
Betegnelsen papist er afledt af ordet pave (latin: papa), og begrebet opstod under den engelske reformation som betegnelse på personer, som troede på det pavelige primat. Ordet, der blev anvendt første gang i 1528, havde fra starten en nedsættende og ofte hånlig betydning, da det var en generel opfattelse blandt de britiske protestanter, at katolikker måtte være fjendtligt stemt overfor den britiske protestantiske kirke, når de foretrak at støtte sig på det romerske pavedømmes religiøse overherredømme.
Papister blev derfor i denne periode i specielt Storbritannien frataget varierende former for privilegier, og i Storbritannien er betegnelsen papist fortsat et juridisk begreb, i den forstand at personer som bekender sig til den papistiske religion eller som gifter sig med en papist, i henhold til loven Act of Settlement, 1701 er udelukket fra den britiske tronfølge.
Begreberne papisme og papist anvendes fortsat af enkelte politikere i Storbritannien, specielt i Nordirland (af eksempelvis Ian Paisley) samt inden for antikatolske kredse i USA.